# Zachowek
Zachowek – instytucja prawa spadkowego, mająca na celu ochronę najbliższych osób spadkodawcy przed dowolnym korzystaniem przez niego ze swobody testowania i rozporządzania jeszcze za życia swoim majątkiem w drodze darowizn. Oznacza on wartość wyrażoną w pieniądzu, obliczoną w sposób określony szczegółowo w kodeksie cywilnym, w oparciu przede wszystkim o wartość aktywów i pasywów spadku oraz niektórych darowizn dokonanych przez spadkodawcę, która musi przypaść osobom uprawnionym do zachowku, należącym do najbliższej rodziny spadkodawcy. Zachowek może zostać pokryty przez powołanie do dziedziczenia (ustawowe lub testamentowe), zapis windykacyjny albo darowiznę, a w wypadku, gdy uprawniony do zachowku nie otrzymał zachowku w takiej postaci, może on żądać od spadkobierców (a w pewnych sytuacjach także od zapisobierców windykacyjnych i obdarowanych) świadczenia pieniężnego służącego uzupełnieniu zachowku (roszczenie o zachowek). Obowiązek zapłaty zachowku powstaje w chwili śmierci spadkodawcy i należy do długów spadkowych. Ratio legis polega tu na wyjściu z założenia, że każdy człowiek w razie śmierci ma moralny obowiązek pozostawienia choćby części majątku swym najbliższym, a może się zdarzyć, że spadkodawca sporządzając testament pominie takie osoby. Zachowek zabezpiecza interesy osób najbliższych pominiętych przez spadkodawcę w testamencie.

## Uprawnieni do zachowku
Podmioty uprawnione:
- zstępni;
- małżonek;
- rodzice spadkodawcy, jeśli byliby powołani do spadku z ustawy.

Wyłączenia:
1. osoby uznane za niegodne;
2. osoby, które zrzekły się dziedziczenia lub odrzuciły spadek przysługujący im z mocy ustawy;
3. małżonek wyłączony od dziedziczenia w trybie artykułu 940 kc, czyli w sytuacji, gdy spadkodawca wystąpił o orzeczenie rozwodu z winy małżonka i żądanie to okazało się uzasadnione;
4. osoby wydziedziczone przez spadkodawcę.

Osoby z pkt. 1 i 2 są traktowane jakby nie dożyły otwarcia spadku.
Spadkobiercy uprawnieni do zachowku: w sytuacji, kiedy ich udział w spadku nie pokrywa należnego im zachowku.
Powstanie roszczenia: roszczenie powstaje, gdy uprawniony nie otrzymał go w innej postaci, niż powołanie do dziedziczenia.
Spadkobierca zostaje uznany przez sąd za niegodnego, jeżeli: dopuścił się umyślnie ciężkiego przestępstwa przeciwko spadkodawcy, podstępem lub groźbą nakłonił spadkodawcę do sporządzenia lub odwołania testamentu albo w taki sam sposób przeszkodził mu w dokonaniu jednej z tych czynności, umyślnie ukrył lub zniszczył testament spadkodawcy, podrobił lub przerobił jego testament albo świadomie skorzystał z testamentu przez inną osobę podrobionego lub przerobionego.
Spadkodawca może w testamencie pozbawić zstępnych, małżonka i rodziców zachowku (wydziedziczenie), jeżeli uprawniony do zachowku: wbrew woli spadkodawcy postępuje uporczywie w sposób sprzeczny z zasadami współżycia społecznego, dopuścił się względem spadkodawcy albo jednej z najbliższych mu osób umyślnego przestępstwa przeciwko życiu, zdrowiu lub wolności albo rażącej obrazy czci, uporczywie nie dopełnia względem spadkodawcy obowiązków rodzinnych.

## Zobowiązani z tytułu zachowku
- spadkobiercy powołani do dziedziczenia;
- osoby, na rzecz których spadkodawca ustanowił zapis windykacyjny;
- obdarowani darowizną doliczoną do spadku.

## Wysokość zachowku
Wysokość zawsze określa się w oznaczonej kwocie pieniężnej, która zależy od:
- wartości całego spadku;
- wielkości udziału spadkowego, który przypadłby danej osobie przy dziedziczeniu ustawowym;
- czy uprawniony jest trwale niezdolny do pracy;
- czy uprawniony zstępny spadkodawcy jest osobą małoletnią.

Uprawnionemu, który jest trwale niezdolny do pracy, oraz małoletniemu zstępnemu należy się 2/3 udziału spadkowego, który przypadłby mu przy dziedziczeniu ustawowym. Wszystkim pozostałym należy się 1/2 udziału spadkowego, który przypadałby im przy dziedziczeniu ustawowym.

## Dziedziczenie zachowku
Dziedziczenie roszczenia o zapłatę zachowku podlega szczególnej regule, wynikającej z art. 1002 Kodeksu cywilnego, zgodnie z którą roszczenie z tytułu zachowku przechodzi na spadkobiercę osoby uprawnionej do zachowku tylko wtedy, gdy spadkobierca ten należy do osób uprawnionych do zachowku po pierwszym spadkodawcy.
W przypadku braku osób uprawnionych do dziedziczenia roszczenia o zachowek, roszczenie w tym zakresie wygasa, nie powodując zwiększenia uprawnień pozostałych osób uprawnionych z tytułu zachowku. W wyroku Sądu Najwyższego z dnia 28 kwietnia 2010 roku (sygn. akt III CSK 143/2009) wyrażone zostało stanowisko, że złożenie przez osobę zobowiązaną do zapłaty zachowku oświadczenia o uznaniu długu, wynikającego z obowiązku zapłaty zachowku, nie powoduje możliwości żądania zaspokojenia tego roszczenia przez spadkobierców osoby pierwotnie uprawnionej do zachowku.
W nauce prawa cywilnego podkreśla się wątpliwości, dotyczące zgodności art. 1002 Kodeksu cywilnego z Konstytucją. Trybunał Konstytucyjny dwukrotnie wypowiedział się w zakresie konstytucyjności przedmiotowej regulacji, a to w wyroku z dnia 8 czerwca 2011 roku (SK 14/10) oraz wyroku z dnia 31 stycznia 2001 roku (P 4/99).

## Zagadnienia szczegółowe
Odpowiedzialność uprawnionego do zachowku:
- za zachowek – zawsze ogranicza się do wysokości nadwyżki przekraczającej jego własny zachowek;
- za zapisy i polecenia – gdy uprawniony jest powołany do dziedziczenia, wtedy jego odpowiedzialność za zapisy i polecenia ogranicza się do wysokości nadwyżki przekraczającej wartość udziału spadkowego, stanowiącego podstawę do obliczenia należnego uprawnionemu zachowku.

Zmniejszenie zapisów i poleceń:
Spadkobiercy, obowiązani do zaspokojenia roszczenia z tytułu zachowku, mogą żądać stosunkowego zmniejszenia zapisów i poleceń:
- jeżeli spadkodawca nie zostawił żadnych wskazówek w testamencie, to zapisy i polecenia zostaną zmniejszone w stosunku do ich wartości;
- dalszy zapis i polecenie również podlegają stosunkowemu zmniejszeniu.